# (6317) Dreyfus
(6317) Dreyfus est un astéroïde de la ceinture principale.

## Description
(6317) Dreyfus est un astéroïde de la ceinture principale. Il fut découvert par Eric Walter Elst le 16 octobre 1990 à La Silla. Il présente une orbite caractérisée par un demi-grand axe de 2,24 UA, une excentricité de 0,058 et une inclinaison de 5,83° par rapport à l'écliptique.
Il fut nommé en référence à l'affaire Dreyfus, cas d'erreur judiciaire aux dépens d'un officier de l'armée française Alfred Dreyfus (1859-1935), qui est à l'origine d'une crise politique majeure des débuts de la IIIe République.

## Compléments